# Alforja
Alforja è un comune spagnolo di 1 344 abitanti situato nella comunità autonoma della Catalogna.

## Storia

### Simboli
Lo stemma è stato concesso con decreto della Generalitat de Catalunya del 1º giugno 1983.